# 離島建設基金
離島建設基金，是中華民國政府在2000年依據《離島建設條例》所設置的政事型特種基金（Extrabudgetary funds）。基金目的是藉由補助預算等方式解決地方政府在對其所屬離島進行治理時，在籌措財源上的困境。

## 概念起源與三讀通過
1993年，當時還是在野黨的民主進步黨參考了大日本帝國在二次世界大戰戰後的經濟開發計畫，於是提出了《邁向二十一世紀的國土規劃政策白皮書》。期望在中華民國台灣地區建立起完整的國土綜合開發計畫，由中央政府主導對離島、山地等特殊地域擬定產業發展政策。同年，民進黨洪奇昌派系大老洪奇昌等二十四位民進黨籍立法委員聯名提出《離島振興法》草案，並在當年度12月至隔年1月，分別完成兩套《離島建設條例》草案，與行政院經建會的版本共同對照審議，最終在2000年三讀通過。

## 補助對象
該基金設立初期，補助的對象曾含括所有轄有離島的縣市，連無人島也包含在內；但到了2005年，行政院經濟建設委員會成為離島建設基金的新主管單位，補助的範圍也限定在有常住居民的島嶼。